# Programma protezione principesse
PPP - Programma protezione principesse (PPP - Princess Protection Program) è un film del 2009 diretto da Allison Liddi che vede come protagoniste Demi Lovato e Selena Gomez. Il cast comprende inoltre Molly Hagan, Nicholas Braun, Jamie Chung e Robert Adamson.
È una produzione televisiva targata Disney, trasmessa in anteprima mondiale in Francia il 20 maggio 2009 e in Italia l'8 giugno seguente su Disney Channel. Il titolo del film è un chiaro riferimento al noto programma di protezione dei testimoni dell'agenzia FBI.

## Trama
Nella piccola isola di Costaluna, si avvicina la festa per l'incoronazione della principessa Rosalinda Maria Montoya Fiore, ma durante i preparativi, viene minacciata dal generale Magnus Kane, un dittatore che vuole prendere il suo posto come regnante. La madre di Rosalinda, Sophia, avendo già ipotizzato le intenzioni di Kane, affida la figlia al maggiore Joe Mason, in realtà un agente segreto appartenente ad un programma con lo scopo di salvaguardare la sicurezza delle principesse di tutto il mondo, Programma Protezione Principesse (PPP).
Alla base del PPP, Mason viene incaricato dal Direttore di tenerla al sicuro nella sua casa, in cui gestisce un'attività di produzione di esche come copertura e dove vive con sua figlia, Carter Mason, la quale dovrà condividere con la nuova arrivata le sue abitudini. 
La convivenza all'inizio si dimostra difficile, essendo entrambe appartenenti a due mondi completamente diversi. Rosalinda, rinominata Rosie Gonzalez, è costretta a cambiare nome, indumenti e capigliatura per nascondere la propria identità e apparire meno regale, venendo presentata come la nuova cugina di Carter. 
Rosie dovrà affrontare tutti i problemi di una normale ragazza, dalla scuola al lavoro, fronteggiando anche le ragazze più popolari della scuola, pronte a metterla in cattiva luce. Ad aggravare la situazione c'è il ballo di fine anno: tutte le ragazze sono attratte dal titolo di "Reginetta", che verrà assegnato proprio la sera del ballo, ma per ottenerlo è necessario superare prima una preselezione tramite votazione studentesca, in cui solo tre ragazze verranno scelte come "Principesse". 
Chelsea, la ragazza più popolare della scuola, ossessionata dal titolo di Reginetta, cerca in tutti i modi di ostacolare Rosie, la quale presenta per lei una notevole minaccia. Alla fine la preselezione viene superata da Rosie, Carter e Chelsea. 
Così, mentre Carter aiuta Rosie a comportarsi da ragazza normale, Rosie contraccambia aiutandola a comportarsi e a sentirsi come una principessa, in modo da farle vincere il titolo, diventando grandi amiche. Inoltre Rosie la mette in guardia anche da Donny, un bel ragazzo della scuola di cui Carter è innamorata, facendole notare che la bellezza esteriore non sempre ricalca quella interiore. 
Nel frattempo, a Costaluna, il generale Kane obbliga Sophia a convolare a nozze, anche se in realtà il piano non è che un modo per attirare nuovamente Rosie a palazzo per poterla arrestare. 
La notizia del matrimonio viene pubblicata su giornali e riviste, una delle quali viene trovata da Brooke, amica di Chelsea. Le due scoprono così la vera identità di Rosie e sfruttano la cosa per ricattarla ed impedirle di partecipare al ballo. Rosie accetta l'accordo, ma decide di ritornare a casa, proprio come Kane aveva pianificato. Carter tuttavia glielo impedisce, convincendola a rimanere fino al ballo della scuola, e escogita un piano per tenerla al sicuro: dopo essersi messa in contatto con il signor Elegante, sarto di corte di Costaluna, Carter si fa fare da lui due vestiti per il ballo. Il signor Elegante finge di assecondare Kane e gli mostra il vestito che Rosalinda/Rosie indosserà al ballo, insieme ad una maschera. 
La sera del ballo, Kane si intrufola nella scuola per rapire Rosie, ma Carter scambia i due vestiti e, avendo la maschera sul viso, viene presa al suo posto. Intanto Rosie, che non aveva ancora annunciato il suo ritiro dalla competizione, viene eletta Reginetta, ma si accorge della scomparsa di Carter e si mette a cercarla. Poco prima che Carter salga sull'elicottero di Kane diretto a Costaluna, Rosie si rivela per salvare Carter e l'arrivo tempestivo di Mason e del Direttore, che arrestano Kane, salva la situazione. Entrambe ora sono sane e salve, così Rosie cede a Carter la sua corona da Reginetta, dicendole che ora anche lei è una principessa, in quanto ha saputo sacrificare se stessa per salvare altre persone, proprio come un buon regnante sa fare. 
Il film si conclude con la vera e propria incoronazione di Rosalinda, alla quale partecipano anche Carter, il loro amico Ed e il "maggiore" Mason.

## Colonna sonora
Parte della colonna sonora del film sono il duetto tra Demi e Selena dal titolo "One And The Same", e una traccia dell'album d'esordio di Demi, Don't Forget, intitolata "Two Worlds Collide" che Demi stessa ha originariamente scritto per Selena. Il video musicale "One And The Same" è presente nel DVD del film.